# Leinster Senior Cup
La Leinster Senior Cup è una competizione calcistica irlandese organizzata dalla Leinster Football Association. Ad essa prendono parte le migliori squadre della League of Ireland con sede nella provincia del Leinster oltre a quattro squadre della Leinster Senior League e alle due finaliste della Leinster Junior Cup. La competizione non fu più disputata dalla stagione 2000-2001 in poi, ma è ripresa nel 2010.
La prima edizione della competizione fu nella stagione 1892-1893 ed i primi vincitori furono i Leinster Nomads. Solo Bohemians e Shelbourne vinsero la coppa nei successivi 24 anni.

## Lista delle finali

### Anni 1890
| Stagione | Vincitore       | Punteggio | Seconda classificata |
| -------- | --------------- | --------- | -------------------- |
| 1892/93  | Leinster Nomads | 2-1       | Dublin University    |
| 1893/94  | Bohemians       | 2-2 3-0   | Dublin University    |
| 1894/95  | Bohemians       | 1-1 3-1   | Dublin University    |
| 1895/96  | Bohemians       | 3-1       | Athlone Town         |
| 1896/97  | Bohemians       | 3-2       | Dundalk              |
| 1897/98  | Bohemians       | 3-1       | Shelbourne           |
| 1898/99  | Bohemians       | 2-1       | Richmond Rovers      |

### Anni 1900
| Stagione | Vincitore  | Punteggio | Seconda classificata |
| -------- | ---------- | --------- | -------------------- |
| 1899/00  | Shelbourne | 1-0       | Freebooters          |
| 1900/01  | Shelbourne | 2-1       | Bohemians            |
| 1901/02  | Bohemians  | 1-0       | Tritonville          |
| 1902/03  | Bohemians  | w/o       | Shelbourne           |
| 1903/04  | Shelbourne | 3-2       | Bohemians            |
| 1904/05  | Bohemians  | 1-0       | Shelbourne           |
| 1905/06  | Shelbourne | 3-1       | Royal Irish Rifles   |
| 1906/07  | Bohemians  | 0-0 4-0   | Reginald             |
| 1907/08  | Shelbourne | 3-1       | Royal Berkshires     |
| 1908/09  | Shelbourne | 3-1       | Lancashire Fusiliers |

### Anni 1910
| Stagione | Vincitore  | Punteggio | Seconda classificata   |
| -------- | ---------- | --------- | ---------------------- |
| 1909/10  | Bohemians  | 3-0       | Inniskilling Fusiliers |
| 1910/11  | Bohemians  | 1-0       | Shelbourne             |
| 1911/12  | Bohemians  | 3-0       | Manchester Regiment    |
| 1912/13  | Shelbourne | 4-0       | Bohemians              |
| 1913/14  | Shelbourne | 0-0 2-0   | St. James's Gate       |
| 1914/15  | Bohemians  | 6-0       | Clarence               |
| 1915/16  | Bohemians  | 0-0 3-2   | Shelbourne             |
| 1916/17  | Shelbourne | 2-0       | St. James's Gate       |
| 1917/18  | Olympia    | 1-0       | Shelbourne             |
| 1918/19  | Shelbourne | 3-0       | St. James's Gate       |

### Anni 1920
| Stagione | Vincitore        | Punteggio   | Seconda classificata |
| -------- | ---------------- | ----------- | -------------------- |
| 1919/20  | St. James's Gate | 0-0 1-1 2-1 | Bohemians            |
| 1920/21  | Dublin Utd.      | 1-0         | St. James's Gate     |
| 1921/22  | St. James's Gate | 1-0         | Jacobs               |
| 1922/23  | Shamrock Rovers  | 3-1         | Bohemians            |
| 1923/24  | Shelbourne       | 2-1         | Brideville           |
| 1924/25  | Brideville       | 1-0         | Glasnevin            |
| 1925/26  | Bohemians        | 2-2 2-1     | Shelbourne           |
| 1926/27  | Shamrock Rovers  | 2-2 2-1     | Bohemians            |
| 1927/28  | Bohemians        | 0-0 3-1     | Shelbourne           |
| 1928/29  | Shamrock Rovers  | 0-0 1-0     | Dundalk              |

### Anni 1930
| Stagione | Vincitore        | Punteggio | Seconda classificata |
| -------- | ---------------- | --------- | -------------------- |
| 1929/30  | Shamrock Rovers  | 2-1       | Shelbourne           |
| 1930/31  | Shelbourne       | 1-0       | Dolphin              |
| 1931/32  | Dolphin          | 3-0       | Shelbourne           |
| 1932/33  | Shamrock Rovers  | 2-1       | Dolphin              |
| 1933/34  | Drumcondra       | 3-2       | Shamrock Rovers      |
| 1934/35  | St. James's Gate | 2-1       | Dundalk              |
| 1935/36  | Drumcondra       | 2-0       | Dundalk              |
| 1936/37  | St. James's Gate | 2-1       | Dundalk              |
| 1937/38  | Shamrock Rovers  | 2-0       | Brideville           |
| 1938/39  | Drumcondra       | 2-1       | Dundalk              |

### Anni 1940
| Stagione | Vincitore        | Punteggio | Seconda classificata |
| -------- | ---------------- | --------- | -------------------- |
| 1939/40  | Bohemians        | 2-0       | Shamrock Rovers      |
| 1940/41  | St. James's Gate | 4-2       | Bohemians            |
| 1941/42  | Distillery       | 4-1       | Bray Unknowns        |
| 1942/43  | Drumcondra       | 4-2       | St. James's Gate     |
| 1943/44  | Drumcondra       | 3-2       | Shamrock Rovers      |
| 1944/45  | Drumcondra       | 2-1       | Shelbourne           |
| 1945/46  | Shelbourne       | 4-0       | Shamrock Rovers      |
| 1946/47  | Bohemians        | 11-0      | Grangegorman         |
| 1947/48  | St Patrick's     | 3-2       | Transport            |
| 1948/49  | Shelbourne       | 5-2       | Shamrock Rovers      |

### Anni 1950
| Stagione | Vincitore       | Punteggio | Seconda classificata |
| -------- | --------------- | --------- | -------------------- |
| 1949/50  | Drumcondra      | 4-1       | Shelbourne           |
| 1950/51  | Dundalk         | 2-1       | St Patrick's         |
| 1951/52  | Transport       | 3-0       | Shelbourne           |
| 1952/53  | Shamrock Rovers | 1-1 2-0   | Bohemians            |
| 1953/54  | Drumcondra      | 3-1       | St Patrick's         |
| 1954/55  | Shamrock Rovers | 2-1       | Longford Town        |
| 1955/56  | Shamrock Rovers | 3-1       | St Patrick's         |
| 1956/57  | Shamrock Rovers | 2-0       | Drumcondra           |
| 1957/58  | Shamrock Rovers | 1-1 1-0   | Drumcondra           |
| 1958/59  | Drumcondra      | 5-2       | Dundalk              |

### Anni 1960
| Stagione | Vincitore       | Punteggio | Seconda classificata |
| -------- | --------------- | --------- | -------------------- |
| 1959/60  | Drumcondra      | 1-0       | Transport            |
| 1960/61  | Dundalk         | 1-0       | Drumcondra           |
| 1961/62  | Drumcondra      | 1-0       | Dundalk              |
| 1962/63  | Shelbourne      | 2-1       | Shamrock Rovers      |
| 1963/64  | Shamrock Rovers | 3-0       | St Patrick's         |
| 1964/65  | Home Farm       | 2-1       | Dundalk              |
| 1965/66  | Bohemians       | 3-2       | Shelbourne           |
| 1966/67  | Bohemians       | 1-0       | Dundalk              |
| 1967/68  | Shelbourne      | 4-0       | Drumcondra           |
| 1968/69  | Shamrock Rovers | 3-0       | Bohemians            |

### Anni 1970
| Stagione | Vincitore    | Punteggio | Seconda classificata |
| -------- | ------------ | --------- | -------------------- |
| 1969/70  | Athlone Town | 4-0       | Shelbourne           |
| 1970/71  | Dundalk      | 5-2       | Shamrock Rovers      |
| 1971/72  | Shelbourne   | 3-1       | Bohemians            |
| 1972/73  | Bohemians    | 3-1       | Shamrock Rovers      |
| 1973/74  | Dundalk      | 0-0 1-0   | Bohemians            |
| 1974/75  | Bohemians    | 1-1 1-0   | Shamrock Rovers      |
| 1975/76  | Bohemians    | 4-3       | Athlone Town         |
| 1976/77  | Dundalk      | 1-0       | Bohemians            |
| 1977/78  | Dundalk      | 1-0       | Bohemians            |
| 1978/79  | Bohemians    | 2-1       | Shamrock Rovers      |

### Anni 1980
| Stagione | Vincitore       | Punteggio | Seconda classificata |
| -------- | --------------- | --------- | -------------------- |
| 1979/80  | Bohemians       | 2-0       | Athlone Town         |
| 1980/81  | UCD             | 2-1       | St Patrick's         |
| 1981/82  | Shamrock Rovers | 2-1       | Dundalk              |
| 1982/83  | St Patrick's    | 3-2       | Drogheda Utd         |
| 1983/84  | Bohemians       | 1-0       | UCD                  |
| 1984/85  | Shamrock Rovers | 2-1       | UCD                  |
| 1985/86  | Bohemians       | 1-0       | Drogheda Utd         |
| 1986/87  | St Patrick's    | 1-0       | Bohemians            |
| 1987/88  | Athlone Town    | 1-0       | St Patrick's         |
| 1988/89  | Bohemians       | 1-1 1-0   | Bray Wanderers       |

### Anni 1990
| Stagione | Vincitore       | Punteggio        | Seconda classificata |
| -------- | --------------- | ---------------- | -------------------- |
| 1989/90  | St Patrick's    | 2-0              | Bray Wanderers       |
| 1990/91  | St Patrick's    | 1-1 1-0          | Bohemians            |
| 1991/92  | Athlone Town    | 0-0 4-2          | St. Francis          |
| 1992/93  | Bohemians       | 1-0              | Shamrock Rovers      |
| 1993/94  | Shelbourne      | 1-0              | Dundalk              |
| 1994/95  | UCD             | 2-1              | Dundalk              |
| 1995/96  | UCD             | 0-0 (5-4 d.c.r.) | Athlone Town         |
| 1996/97  | Shamrock Rovers | 1-0              | Shelbourne           |
| 1997/98  | Bohemians       | 1-0              | Cherry Orchard       |
| 1998/99  | Wayside Celtic  | 2-1              | Athlone Town         |

### Anni 2000
| Stagione | Vincitore                   | Punteggio | Seconda classificata |
| -------- | --------------------------- | --------- | -------------------- |
| 1999/00  | St Patrick's                | 2-1       | Shamrock Rovers      |
| 2000/01  | Competizione non completata |           |                      |
| 2010     | Shelbourne                  | 4-0       | Bray Wanderers       |

## Cinque migliori vincitori
| Club            | Vittorie | Secondi posti |
| --------------- | -------- | ------------- |
| Bohemians       | 31       | 15            |
| Shelbourne      | 18       | 15            |
| Shamrock Rovers | 15       | 12            |
| Drumcondra      | 11       | 4             |
| Dundalk         | 6        | 13            |